# Resolutie 2233 Veiligheidsraad Verenigde Naties
Resolutie 2233 van de Veiligheidsraad van de Verenigde Naties werd op 29 juli 2015 unaniem goedgekeurd door de VN-Veiligheidsraad en verlengde de in 2003 opgerichte UNAMI-hulpmissie in Irak verder met een jaar.

## Achtergrond
Op 2 augustus 1990 viel Irak zijn zuiderbuur Koeweit binnen en bezette dat land. De Veiligheidsraad veroordeelde de inval nog diezelfde dag middels resolutie 660, en later kregen de lidstaten carte blanche om Koeweit te bevrijden. Eind februari 1991 was die strijd beslecht en legde Irak zich neer bij alle aangenomen VN-resoluties. Het land werd vervolgens verplicht om zich te ontwapenen door onder meer al zijn massavernietigingswapens te vernietigen. Daaraan werkte Irak echter met grote tegenzin mee, tot grote woede van de Verenigde Staten, die het land daarom in 2003 opnieuw binnenvielen. Kort hierop vroeg de door de VS geleide overgangsregering van Irak de Verenigde Naties om hulp bij onder meer het herzien van de grondwet en de organisatie van verkiezingen, en werd de VN-bijstandsmissie in Irak opgericht. In 2004 werd de overgangsregering opgevolgd door een Iraakse interim-regering. In 2005 werd een nieuwe grondwet aangenomen en vonden verkiezingen plaats, waarna een coalitie werd gevormd. In de tussentijd werd het land echter geplaagd door sektarisch geweld en bleven er vele slachtoffers vallen door de talloze terreuraanslagen.

## Inhoud
De situatie in Irak was zeer slecht door het grootse offensief dat terreurgroepen, met Islamitische Staat op kop, hadden ingezet en de mensenrechtenschendingen die zij daarbij pleegden. Het land telde toen drie miljoen interne verdrevenen. Daarnaast vernietigde IS ook doelbewust het cultureel erfgoed van Irak. Om hier tegenin te gaan moest het Iraakse volk verenigd worden.
De mandaten van de UNAMI-bijstandsmissie en van de speciale vertegenwoordiger van de secretaris-generaal werden verlengd tot 31 juli 2016. De missie ondersteunt de Irakese overheid met onder meer het organiseren van verkiezingen en het coördineren van noodhulpverlening.

## Verwante resoluties
- Resolutie 2110 Veiligheidsraad Verenigde Naties (2013)
- Resolutie 2169 Veiligheidsraad Verenigde Naties (2014)

Lijst ·  2196 ·  2197 ·  2198 ·  2199 ·  2200 ·  2201 ·  2202 ·  2203 ·  2204 ·  2205 ·  2206 ·  2207 ·  2208 ·  2209 ·  2210 ·  2211 ·  2212 ·  2213 ·  2214 ·  2215 ·  2216 ·  2217 ·  2218 ·  2219 ·  2220 ·  2221 ·  2222 ·  2223 ·  2224 ·  2225 ·  2226 ·  2227 ·  2228 ·  2229 ·  2230 ·  2231 ·  2232 ·  2233 ·  2234 ·  2235 ·  2236 ·  2237 ·  2238 ·  2239 ·  2240 ·  2241 ·  2242 ·  2243 ·  2244 ·  2245 ·  2246 ·  2247 ·  2248 ·  2249 ·  2250 ·  2251 ·  2252 ·  2253 ·  2254 ·  2255 ·  2256 ·  2257 ·  2258 ·  2259